# Euphrasia minima
Euphrasia minima é uma espécie de planta com flor pertencente à família Scrophulariaceae. É endémica de Portugal Continental.
A autoridade científica da espécie é Jacq. ex DC., tendo sido publicada em Fl. Franc. (DC. & Lamarck), ed. 3. 3: 473. 1805.

## Proteção
Não se encontra protegida por legislação portuguesa ou da Comunidade Europeia.